# Авдалбегян, Тадэос Айрапетович
Тадэос (Тадеос, Тадевос) Айрапетович Авдалбегян (арм. Թադևոս Հայրապետի Ավդալբեգյան; 15 октября 1885, Маку — 28 декабря 1937) — армянский учёный-энциклопедист (историк-археолог, марксистский экономист и филолог-лингвист).

## Биография
Родился в семье кузнеца. В 1907 году окончил духовную семинарию в Эчмиадзине и начал карьеру преподавателя. В 1907—1913 учительствовал. В 1913 году, за книгу о Микаэле Налбандяне, арестован царскими властями по обвинению в «рассуждениях о свержении государственного и общественного порядка», но бежит за границу.
В 1917 году возвращается в Армению. В 1918—1919 годах член социал-демократической фракции совета Армении, редактор газеты «Кайц» (Искра). Затем заведующий научным отделом Госиздата Армении. В 1922—1924 годах читал лекции по истории армянской общественной мысли и экономического развития.
В 1926—1930 годы — действительный член института наук и академии искусств Армянской ССР, Академии наук Армянской ССР.
С октября 1931 по 10 июля 1937 занимался переводом трех томов «Капитала» Маркса на армянский язык (выполнил полный перевод с немецкого оригинала трех томов).
24 июля 1937 года арестован в Кировакане, 28 декабря скончался.
В разное время был председателем словарной комиссии Госиздата и председателем комиссии составителей первого после революции двухтомного «Нового русско-армянского словаря» редактором нескольких русско-армянских словарей, способствовал вводу в армянский язык около тысяч новых терминов. Переводчик экономической и общественно-политической литературы, в том числе, помимо Маркса, работ Ленина, Розы Люксембург, Франца Меринга. Автор многочисленных работ по истории Армении с V по XIX век, изучал вопросы археологии Армении, истории армянской религии и общественно-политической мысли. Предложил схемы простого и расширенного воспроизводства в экономике.

## Критика
По мнению историка искусства и переводчика Вардана Азатяна, наряду с Ашотом Иоаннисяном, Тадэос Авдалбегян принадлежал к той марксистской революционной интеллигенции Армении, что в годы сталинизма были либо сосланы, либо казнены, а в современной Армении «подвергаются яростной, почти маниакальной критике со стороны националистических армянских ученых», создающих национальную идеологию.